# Секст Помпоний
Секст Помпоний (на латински: Sextus Pomponius) е водещ юрист на Римската империя от 2 век по времето на управлението на Адриан, Антонин Пий и Марк Аврелий.
Той написва наръчната книга liber singularis enchiridii, Enchiridion, история на римското право до неговото време, които преработени се намират в Digesten 1, 2, 2. Освен това пише и три коментара за юристите Квинт Муций Сцевола (Libri lectionum ad Q. Mucium), Сабин (Libri ad Sabinum) и Плавций (Libri ad Plautium), също така един коментар за преторския едикт (Libri ad edictum).